# Lachnocnema disrupta
Lachnocnema disrupta är en fjärilsart som beskrevs av Talbot 1935. Lachnocnema disrupta ingår i släktet Lachnocnema och familjen juvelvingar. Inga underarter finns listade i Catalogue of Life.